# Torrente (Sturzbach)

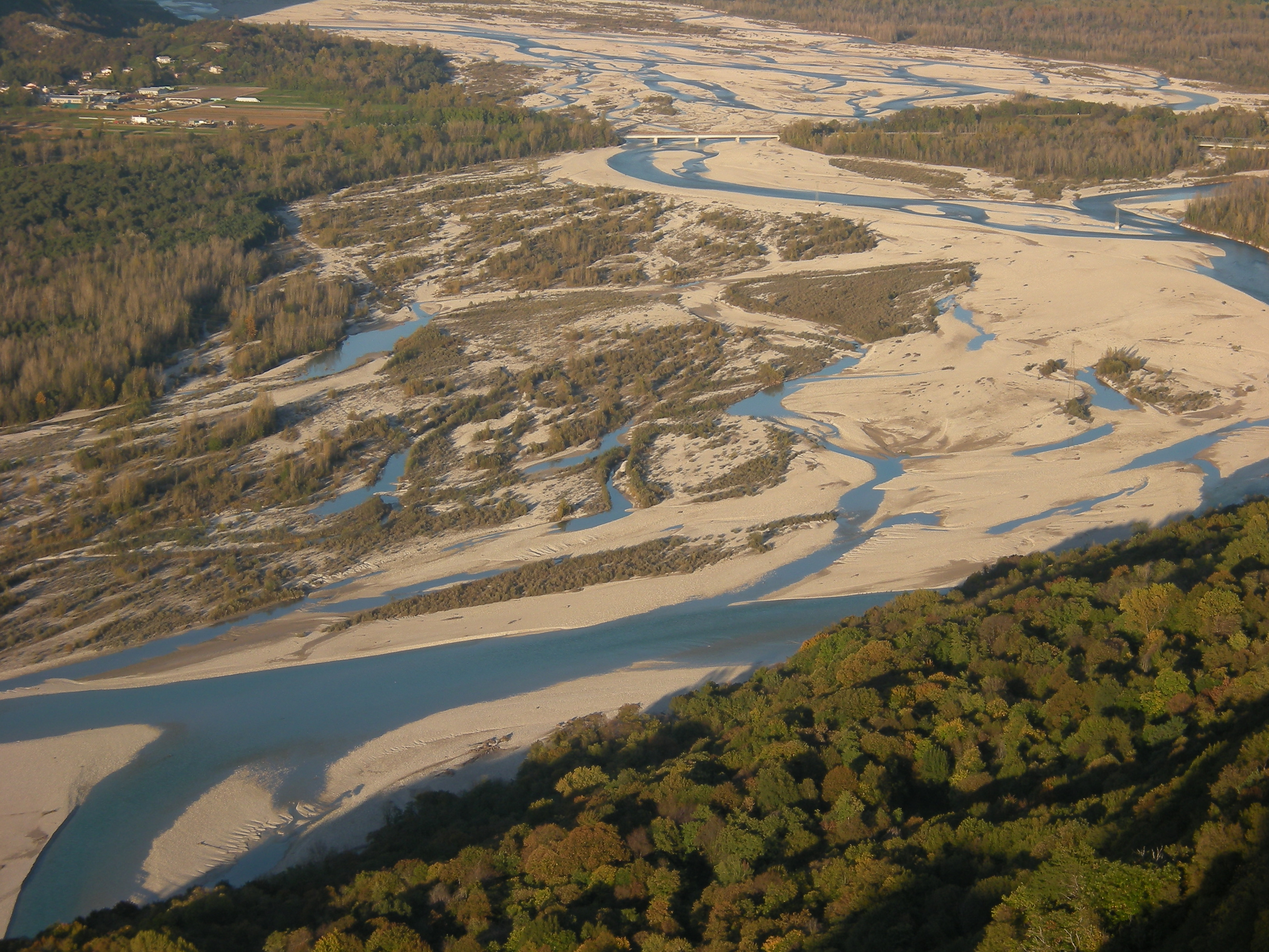
Tagliamento bei Niedrigwasser

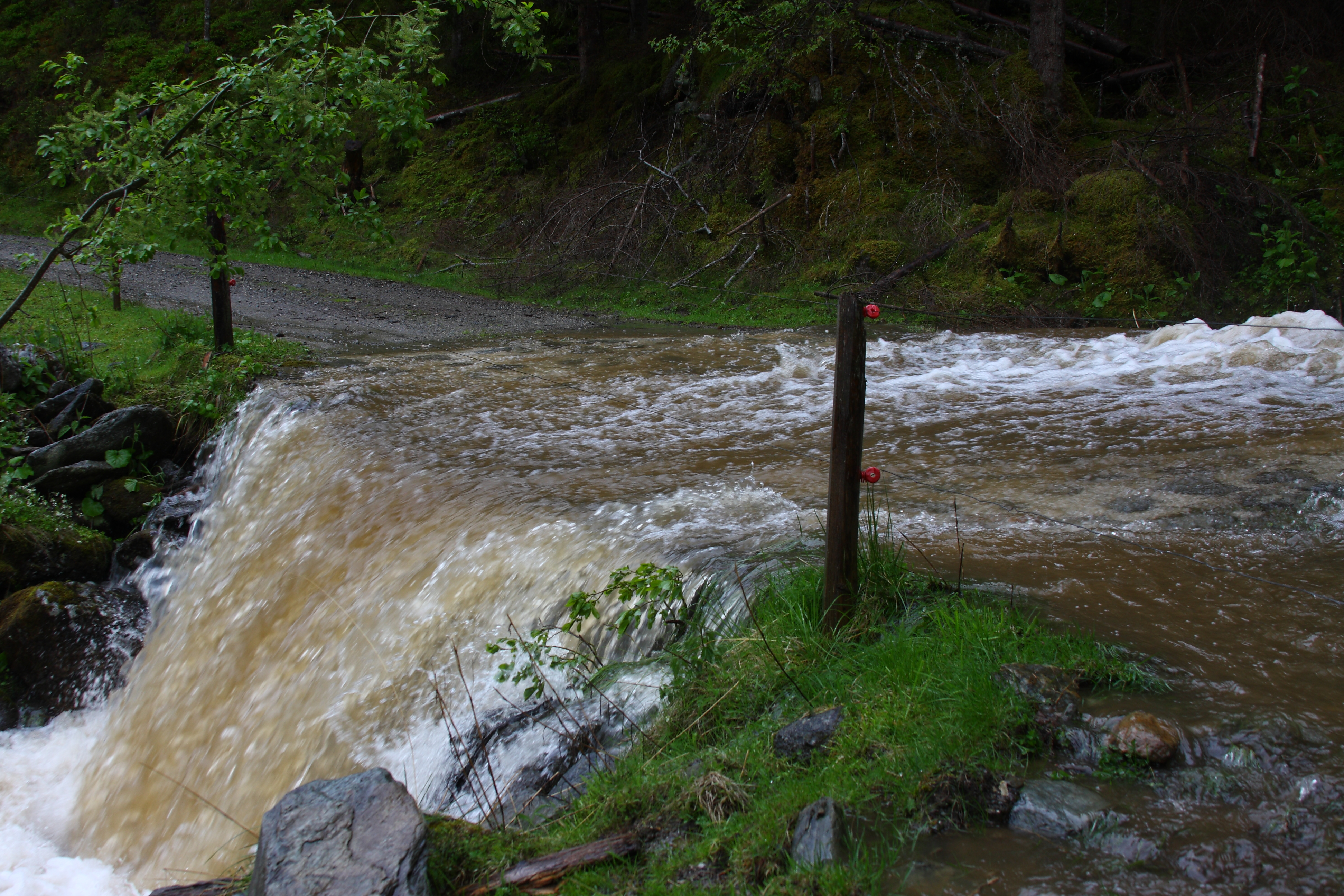
Ein sonst trockener Sturzbach überspült einen Forstweg, Rohrmoos-Untertal.

Torrente (von lateinisch torrens ‚Gießbach‘) nennt man im Mittelmeerraum einen nur nach heftigen Niederschlägen als Sturzbach aus dem Gebirge auftretenden Wasserlauf.
Der Torrente besitzt ein breites, oft tief eingeschnittenes und von Geröll erfülltes Bett (Schlucht, Canyon), das in niederschlagslosen Zeiten manchmal weitgehend oder vollständig trockenfällt, manchmal aber auch dauerhaft Wasser führt. Charakteristisch ist aber der Unter- oder Mündungslauf, der meist gänzlich trockenfällt. Im Allgemeinen versickert das Normalwasser hier im schottrigen Bergvorland, sodass der Fluss auch im Untergrund als Aquifer dauerhaft sein kann. Sonst handelt es sich meist um Flüsse aus einem Karstgebiet, in dem nur heftige Sturzregen oder die Schneeschmelze nicht permanent im Untergrund versickern.
Die Torrententäler zählen ebenso wie die mit ihnen eng verwandten Arrojos oder Bajadas (spanische Bezeichnung für Schottertäler, die ebenfalls nur vereinzelt oder periodisch Wasser führen) zu den Trockentälern, die jeweiligen Gewässer zu den (teils intermittierenden) Trockenflüssen. Torrenten (torrentes) finden sich außer im Mittelmeerraum auch in den semihumiden und semiariden Subtropen, z. B. in Wüsten wie die Wadis der Sahara, die Riviere in Namibia oder die Creeks in Australien, oder auf Vulkaninseln wie Réunion, sowie im subpolaren und subnivalen Bereich.

Torrenti
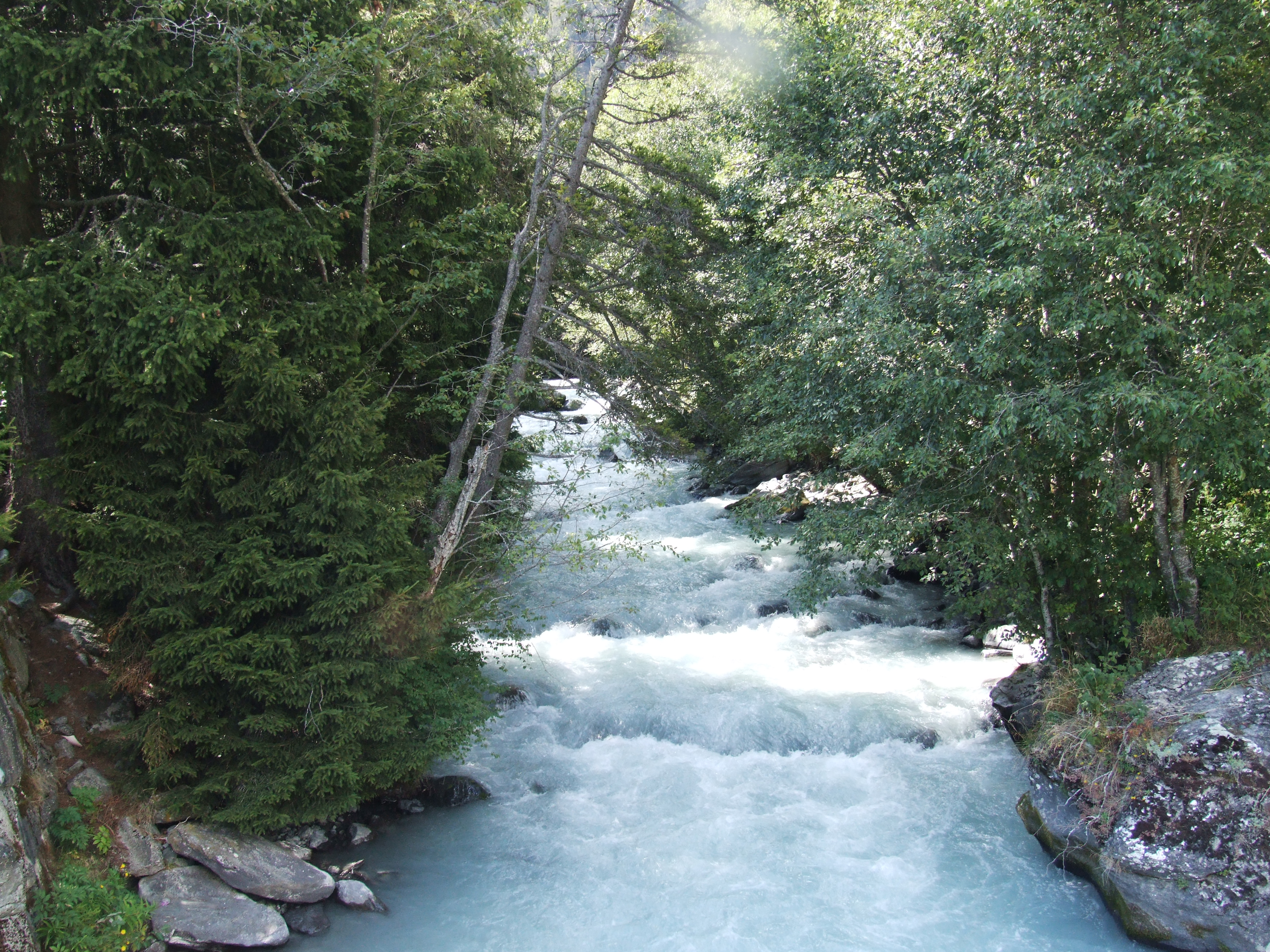
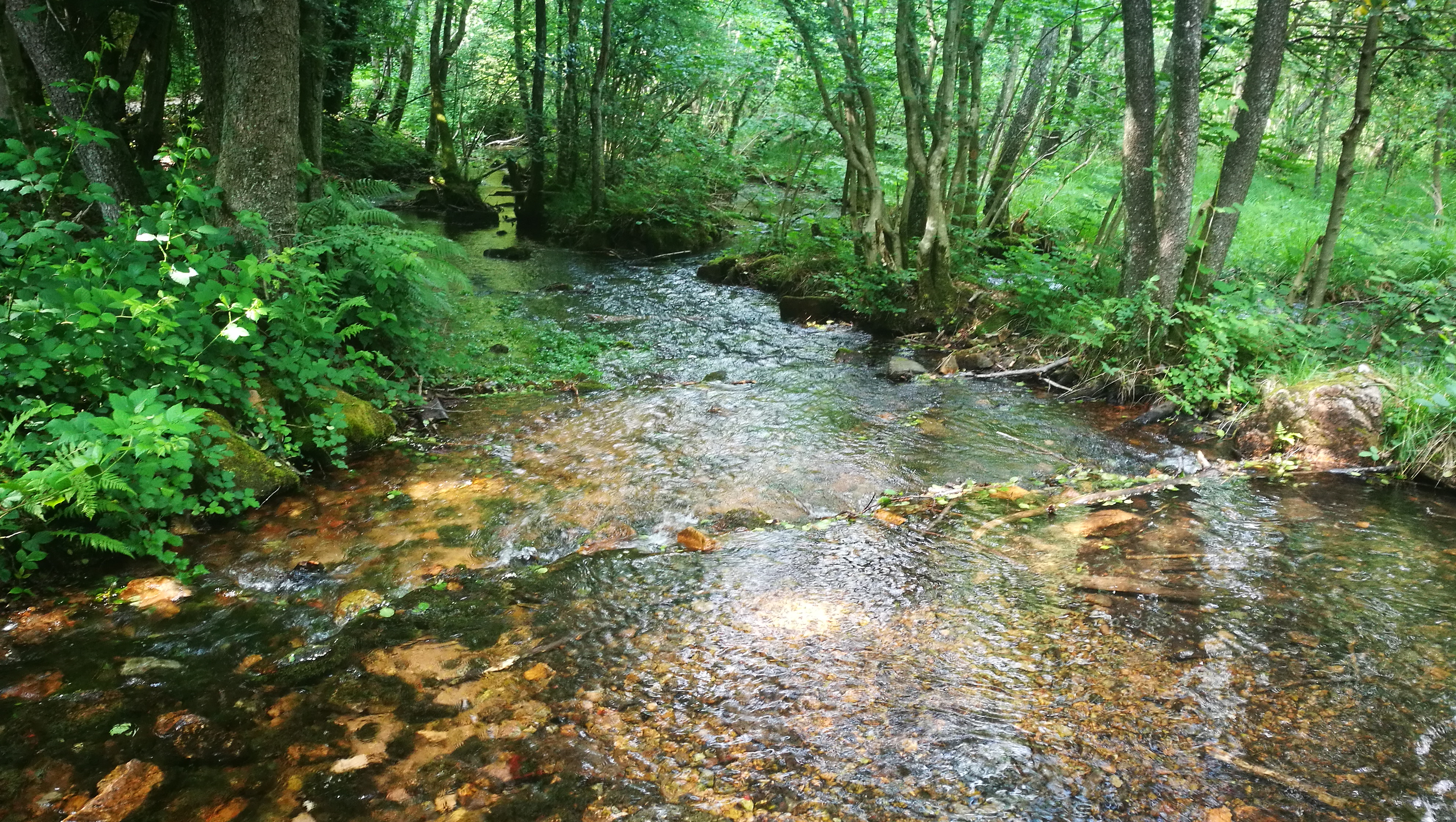
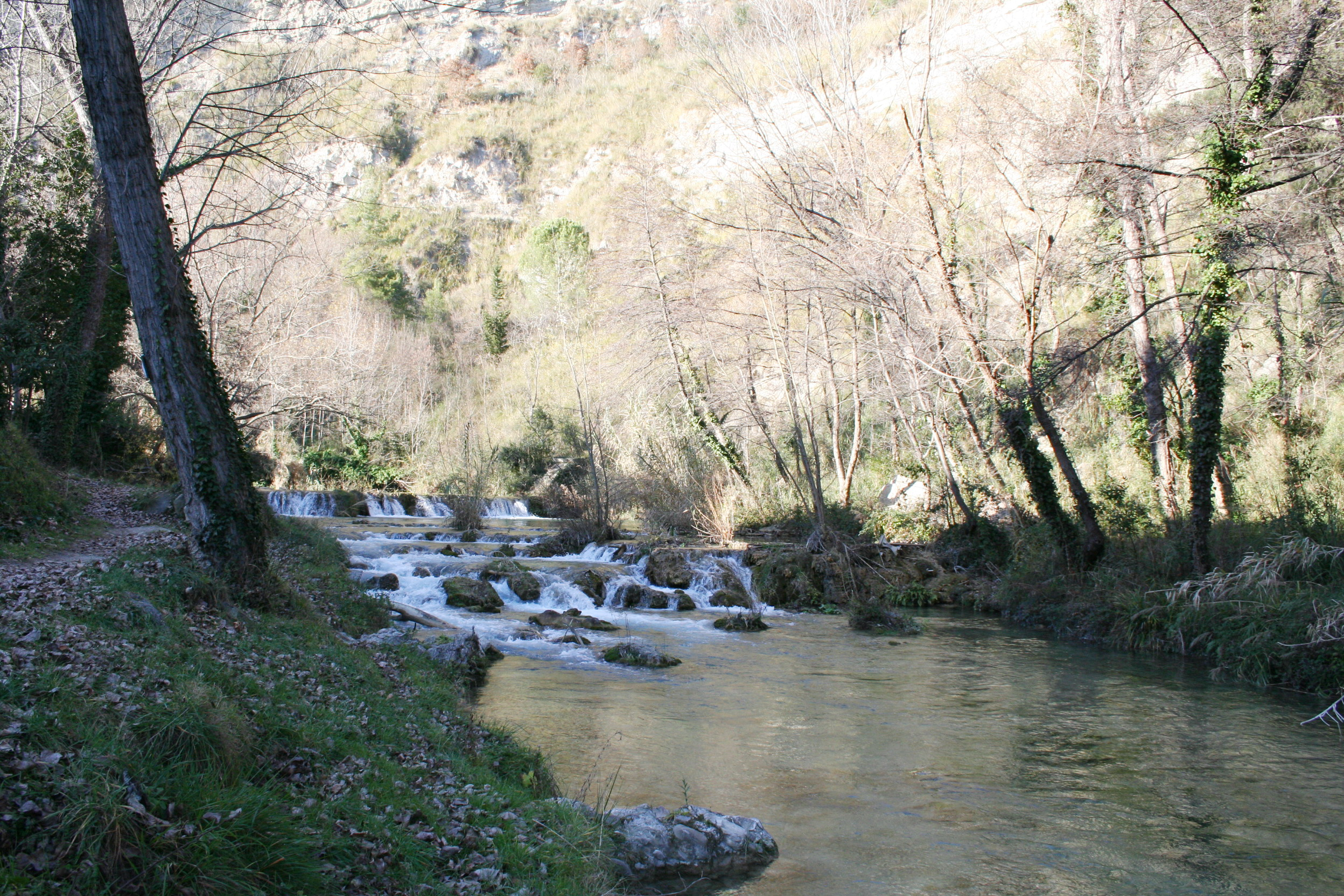
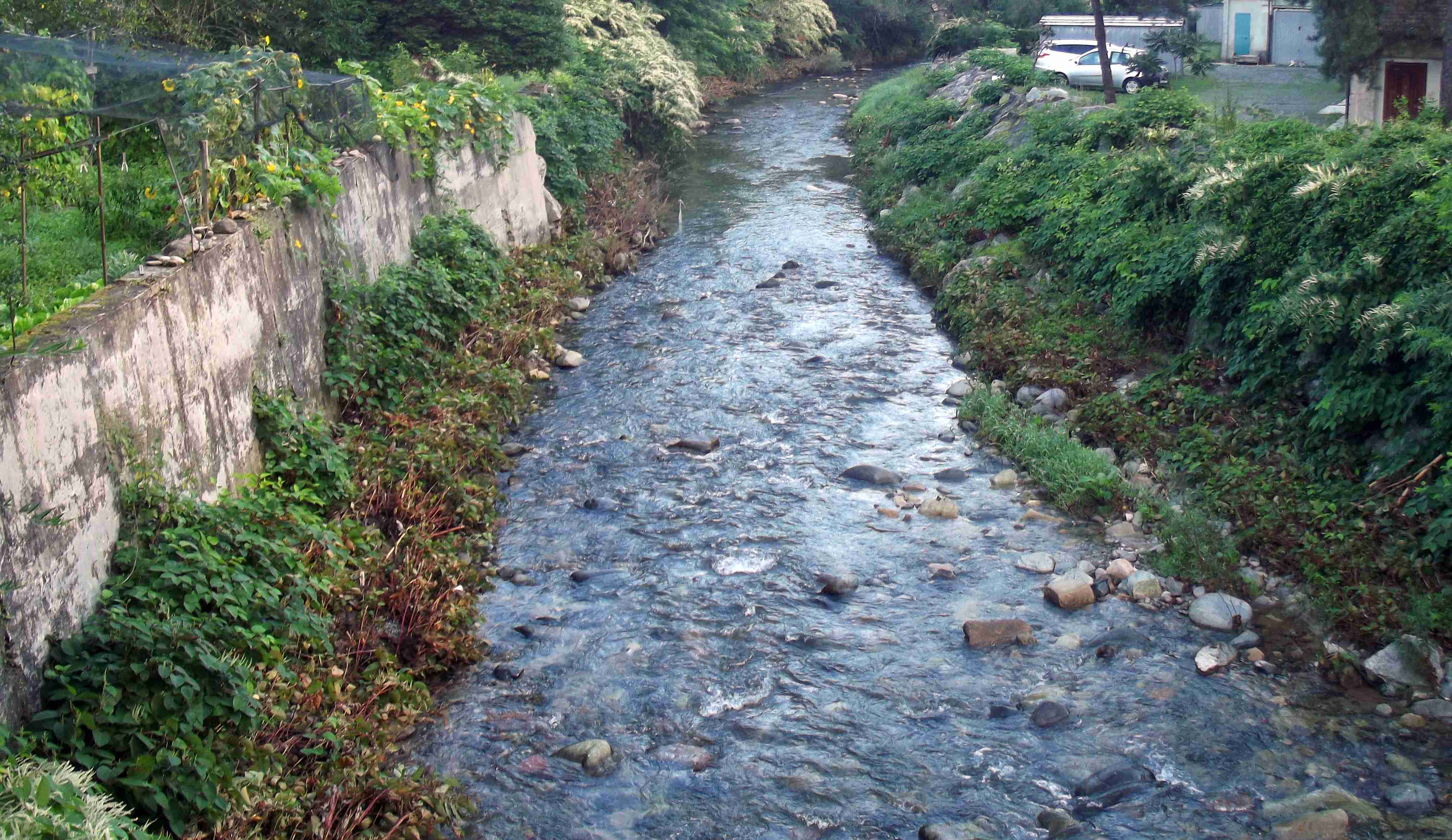

## Beispiele für Torrente
- in Italien
  - das Kanaltal mit den Flüssen Fella und Tagliamento (Friaul-Julisch Venetien)
  - der Unterlauf des Isonzo (Friaul-Julisch Venetien)
  - die Meduna (Friaul-Julisch Venetien und Venetien)
  - teilweise der Piave (Venetien)
- in Spanien
  - der Torrent de Pareis (Mallorca)
  - der Torrente Gros, das längste Flussbett auf Mallorca
- auf Réunion
  - die Rivière des Galets (aus dem Cirque de Mafate)
  - die Rivière Saint-Étienne (aus dem Cirque de Cilaos)
  - die Rivière du Mât (aus dem Cirque de Salazie)
  - die Rivière de l’Est und die Rivière des Remparts (um den Vulkan Piton de la Fournaise)